# Grep
grep是一个最初用于Unix操作系统的命令行工具。在给出文件列表或标准输入后，grep会对匹配一个或多个正则表达式的文本进行搜索，并只输出匹配（或者不匹配）的行或文本。
grep這個應用程式最早由肯·汤普逊寫成。grep原先是ed下的一個應用程式，名稱來自於g/re/p（globally search a regular expression and print，以正则表达式進行全域尋找以及列印）。在ed下，輸入g/re/p這個命令後，會將所有符合先定義樣式的字串，以行為單位列印出來。
在1973年，Unix第四版中，grep首次出現在man頁面中。

## 功能和用法
这个程序的名称来自Unix文本编辑器ed类似操作的命令：
```
g
/re/
p

```

这个命令搜索整个文件中匹配给定正则表达式的文本行，并显示出来。有很多不同的命令行用于改变grep的默认行为，包括显示出不匹配的文本行、查找或排除搜索的文件以及用不同的方式在输出中进行注释。同时也有很多经典Unix下grep的现代版本，这些版本都有着独特的功能。
这里是一个常见的grep用法：
```
grep
 
apple
 
fruitlist.txt

```

在这个例子里，grep会返回“fruitlist.txt”中所有包含“apple”的文本行。要注意的是，grep不会返回匹配“Apple”（A字母大写）的文本行，因为grep默认情况下是大小写敏感的。像大多数Unix命令行一样，grep接受参数来改变或增加一些特别的功能。例如：
```
grep
 
-i
 
apple
 
fruitlist.txt

```

这个命令会返回所有匹配“apple”、“Apple”、“apPLE”或其它混合大小写的拼写。
在一些grep版本中，参数 -e 可以用于使用多个匹配样式来进行搜索。

## 修改版
存在很多grep的修改版，例如agrep表示“近似的grep”approximate grep用于模糊字符串搜索，fgrep用于固定样式搜索fixed pattern searches，而egrep用于搜索更复杂的正则表达式语法。
fgrep和egrep同grep基本上是一样的程序。因为通过调用不同的参数，grep可以实现大多数功能。Tcgrep是用Perl正则表达式语言重写的grep。所有grep的修改版都被应用到很多不同的操作系统中。
有一些其它的命令行名称也包含了"grep"。如pgrep是用来显示名称匹配正则表达式的进程。
在Perl中，grep是内置的功能，当提供正则表达式（或通用代码块）和一个列表时，会返回列表中匹配表达式的元素。在函數程式語言中，这个高阶函数常称为“过滤器”。
微软的Windows平台提供了一个叫"findstr"的工具来执行grep的大多数功能。

## 作为动词的用法
由于“grep”很适合用英语发音，所以常被作为动词使用，意为“搜索”–这种搜索通常是指使用grep工具来对已知的一系列文件进行的搜索。和google作为动词时的用法类似，grep可以直接接搜索对象做谓语，如“Kibo在他的Usenet上搜索自己的名字（Kibo grepped his Usenet spool for his name.）”。有时候会用visual grep来表示使用grep的形式来从文本中找出某些信息。
2003年12月，“牛津英语辞典在线版”添加了"grep"词条，该词条可以作为名词或动词来使用。
作为一个动词，grep一个常见的用法如下：
“你不能grep死了的树（You can't grep dead trees）” 
-由于纸是由死了的树做成的，所以这句话是说：你不能在传统的非数字媒体上使用grep如此简单强大的搜索功能。 
单词“grep”也成了正则表达式的同义词。许多文档处理器现在也有了使用正则表达式搜索的功能，这些功能常被称为“grep工具”或“grep模式”并可以创建“grep样式”，同时也导致出现混淆，特别是在非Unix环境下。

## egrep和fgrep
grep的早期修改版包括了egrep和fgrep。前者使用了Ken Thompson最初的正则表达式实现后添加到UNIX的扩展正则表达式语法。后者则是简单地读取一系列固定字符串来对文件进行搜索。这些早期的修改版被加入到多数现代的grep实现，只需要使用简单的命令行参数就行了（如在GNU中，只要分别简单地加上-E和-F就可以了）。